# بول فورد
بول فورد (بالإنجليزية: Paul Ford)‏ (و. 1901 – 1976 م) هو ممثل، وممثل مسرحي، وممثل تلفزيوني، من الولايات المتحدة الأمريكية، ولد في بالتيمور، ماريلاند، توفي في مينيولا، عن عمر يناهز 75 عاماً بسبب نوبة قلبية.

## وصلات خارجية
- بول فورد على موقع IMDb (الإنجليزية)
- بول فورد على موقع ألو سيني (الفرنسية)
- بول فورد على موقع تيرنر كلاسيك موفيز (الإنجليزية)
- بول فورد على موقع أول موفي (الإنجليزية)
- بول فورد على موقع قاعدة بيانات برودواي على الإنترنت (الإنجليزية)
- بول فورد على موقع قاعدة بيانات الأفلام السويدية (السويدية)
- بول فورد على موقع إن إن دي بي (الإنجليزية)
- بول فورد على موقع قاعدة بيانات الفيلم (الإنجليزية)
- بول فورد على موقع كينوبويسك (الروسية)